# Gobernador de San Luis Potosí
El Gobernador Constitucional del Estado Libre y Soberano de San Luis Potosí es el titular del Poder Ejecutivo de esta entidad mexicana, según la Constitución Política del Estado Libre y Soberano de San Luis Potosí, se deposita en un solo individuo, que se denomina  y que es electo para un periodo de 6 años no reelegibles por ningún motivo. El periodo gubernamental comienza el día 26 de septiembre del año de la elección y termina el 25 de septiembre después de haber transcurrido seis años.
El estado de San Luis Potosí fue creado en 1824, siendo uno de los estados originales de la federación, por lo cual a lo largo de su vida histórica ha pasado por todos los sistemas de gobierno vigentes en México, tanto el sistema federal como el sistema central, por lo que la denominación de la entidad ha variado entre estado y departamento; variando junto con ella, la denominación del titular del Poder Ejecutivo del Estado.

## Historia
El Estado de San Luis Potosí fue creado en 1824, al redactarse el Acta Constitutiva de la Federación Mexicana. Posteriormente, el 25 de marzo de 1827,  Ildefonso Díaz de León asumió el cargo como primer gobernador del estado.

## Facultades y obligaciones
La constitución del Estado de San Luis Potosí define los deberes y poderes del gobernador:
I.- Cumplir y hacer cumplir la Constitución Política de los Estados Unidos Mexicanos, las leyes del Congreso de la Unión, los tratados internacionales, la presente Constitución y las leyes, reglamentos y demás disposiciones de carácter general que de ellas emanen;
II.- Promulgar y publicar en el Periódico Oficial del Estado las leyes, decretos y acuerdos que expida la Legislatura del Estado, proveyendo en la esfera administrativa a su exacta observancia. La publicación deberá darse dentro de un plazo que no exceda de veinte días hábiles contados a partir de aquél en que venza el término para ejercer el derecho de veto;
III.- Expedir los reglamentos necesarios para la ejecución y cumplimiento de las leyes y decretos del Congreso; así como expedir y publicar decretos y acuerdos de carácter administrativo;
IV.- Concurrir a la apertura y clausura de los períodos ordinarios y extraordinarios de sesiones del Congreso del Estado o, en su caso, nombrar a un representante;
V.- Presentar ante el Congreso del Estado, durante la segunda quincena de septiembre de cada año, un informe por escrito en el que manifieste el estado que guarda la administración pública y comparecer posteriormente, cuando así lo acuerde con el Poder Legislativo, a fin de responder a las observaciones que los Diputados le presenten sobre el particular;
VI.- Rendir al Congreso, en forma mensual y por escrito, un estado de información financiera que refleje la situación que guarda la hacienda pública del Estado y, en forma trimestral, su cuenta pública;
VII.- Presentar a la Legislatura del Estado, a más tardar el día quince de noviembre de cada año, las correspondientes iniciativas de Leyes de Ingresos y del Presupuesto de Egresos para el siguiente año;
VIII.- Concurrir al Congreso, cuando éste se lo solicite, a informar sobre alguna iniciativa o a responder a las observaciones que los Diputados le presenten sobre actos de gobierno u otros asuntos de su competencia; o autorizar, en su caso, a algún funcionario del mismo para dichos efectos;
IX.- Presentar al Congreso el Plan Estatal de Desarrollo para su aprobación, dentro de los primeros seis meses de su mandato. Asimismo informarle anualmente sobre su ejecución, durante la segunda quincena de septiembre de cada año;
X.- Solicitar a la Diputación Permanente que convoque a período extraordinario de sesiones, cuando así lo estime pertinente o las circunstancias del caso lo ameriten;
XI.- Designar y remover libremente a los Secretarios de Despacho, así como a los demás servidores públicos del Estado cuyo nombramiento y remoción no estén atribuidos expresamente por esta Constitución a otra autoridad;
XII.- Designar, con la ratificación de cuando menos la mayoría de los integrantes del Congreso del Estado al Procurador General de Justicia y removerlo libremente;
XIII.- Proponer al Congreso el nombramiento de los Magistrados del Supremo Tribunal de Justicia y del Tribunal de lo Contencioso Administrativo, de conformidad con la presente Constitución;
XIV.- Prestar apoyo a los Poderes Legislativo y Judicial y a los Ayuntamientos, cuando le sea solicitado por los mismos para el mejor ejercicio de sus funciones;
XV.- Fomentar la educación en el Estado, de conformidad con lo establecido por la legislación de la materia;
XVI.- Ejercer el mando directo y disponer de la policía ministerial y de la de protección social en todo el Estado, así como de la fuerza pública en el municipio donde residiera habitual o transitoriamente; y otorgar autorización para el funcionamiento de organismos auxiliares de seguridad, en los términos que establezca la ley de la materia;
XVII.- Celebrar convenios con la Federación y los Municipios en materia de operación y ejecución de obra, de administración tributaria y de prestación de servicios públicos;
XVIII- Enajenar, con la autorización del Congreso, los bienes inmuebles propiedad del Estado;
XIX.- Celebrar y ejecutar actos de dominio sobre bienes muebles propiedad del Estado;
XX.- Con la autorización del Congreso, concertar empréstitos y avalar los que soliciten los Ayuntamientos u otros organismos públicos;
XXI.- Organizar el sistema penitenciario en el Estado, siempre sobre la base del trabajo, la educación, el deporte y las actividades culturales y recreativas, como medios de readaptación social; así como fijar el lugar y establecimiento donde los internos deban compurgar las penas impuestas por los tribunales;
XXII.- Celebrar convenios de carácter general con la Federación, para que los sentenciados por delitos del orden común cumplan su condena en establecimientos dependientes del Poder Ejecutivo Federal;
XXIII.- Asistir a las reuniones de los Ayuntamientos, a solicitud de los mismos;
XXIV.- Determinar, en casos urgentes e imprevistos, las medidas que juzgue necesarias para preservar el orden y la seguridad pública en el Estado, dando cuenta inmediata al Congreso;
XXV.- En los casos de riesgo siniestro o desastre graves, aplicar las medidas que fueren necesarias para hacer frente a estas contingencias, las que serán por tiempo limitado, de carácter general y únicamente en las zonas afectadas.
En estos casos, también podrá disponer de los recursos públicos que fueren necesarios, sin autorización previa del Congreso del Estado, dando cuenta de inmediato al mismo.
Asimismo, podrá requerir la cooperación y colaboración de los habitantes del Estado;
XXVI.- Otorgar y revocar las concesiones y comisiones que le competan;
XXVII.- Someter a la consulta de los ciudadanos del Estado los actos que determine, a través del referéndum y plebiscito;
XXVIII.- Representar al estado en sus relaciones con el Gobierno Federal, con los gobiernos de otros Estados, con los ayuntamientos y con otros organismos y entidades de derecho público y privado; y
XXIX.- Las demás que le confieran la Constitución Política de los Estados Unidos Mexicanos, esta Constitución y las leyes que de ellas emanen.

## Proceso de elección

### Requisitos para asumir el cargo
Según la Constitución, los requisitos para ser gobernador son;
I.- Ser mexicano por nacimiento y ciudadano potosino en ejercicio de sus derechos;
II.- Si se tiene la calidad de potosino por nacimiento, contar con una residencia efectiva no menor de un año inmediato anterior al día de la elección y, si se trata de potosino por vecindad, la residencia efectiva deberá ser no menor de tres años contados a partir de la adquisición de la calidad de vecino;
III.- Tener cuando menos treinta y cinco años de edad;
IV.- No ser servidor público estatal o municipal con atribuciones de mando y en ejercicio de autoridad, a menos que se separe seis meses antes del día de la elección;
V.- No estar en servicio activo en el Ejército Nacional, a menos que se separe del mismo con licencia absoluta por lo menos un año antes de la fecha de la elección;
VI.- No tener pendiente ninguna responsabilidad con motivo de los cargos públicos que hubiere desempeñado en la administración federal, estatal o municipal y no haber sido condenado por delito doloso; y

VII.- No pertenecer al estado eclesiástico, ni ser ministro de algún culto religioso, a menos que se separe formal, material y definitivamente de su ministerio en la forma y con la anticipación establecida en la Ley Reglamentaria del artículo 130 de la Constitución Política de los Estados Unidos Mexicanos.

### Elección
El Gobernador es elegido mediante sufragio directo cada seis años, y entra en funciones el 26 de septiembre del año de la elección. Un gobernador no se puede reelegir, aunque haya sido provisional, interino o sustituto.

## Sucesión

### Falta temporal
En caso de que la falta sea temporal, el Congreso nombrará a un gobernador provisional para que gobierne durante el periodo de tiempo que el gobernador no pueda presentarse a sus funciones.

### Falta absoluta
Si la falta es permanente, en caso de que ocurra durante los dos primeros años del periodo, el Congreso nombrará a un gobernador interino, mientras convoca a elecciones para designar a un nuevo gobernador. Si la falta ocurre durante los últimos cuatro años de gobierno, el Congreso designará por mayoría a un gobernador sustituto para que termine el periodo.